# Сенчило-Стефановський Олексій Фролович
Олексій Фролович Сенчило-Стефановський (1808, Ніжин, Російська імперія — 22 серпня 1861, Київ, Російська імперія) — український художник, іконописець, вчитель малювання, співробітник Тимчасової комісії для розбору стародавніх актів у Києві.

## Життєпис
Олексій Сенчило-Стефановський народився у місті Ніжин (нині у Чернігівській області України). Його батько сімейства Флор Сенчило (або Сінчілло, як вони пізніше стали себе називати) вирішив перевести сім'ю до Києва. Флор вже був відомий своїми розписами церков, тому його одразу прийняли до іконописного цеху. Олексій пішов стопами батька і вступив туди ж. Через кілька років він склав іспити в Петербурзькій Академії мистецтв і був удостоєний звання вчителя малювання повітових училищ. Після чого повернувся до Києва як учитель малювання та чистописання.
Письменник Василь Барщевський згадував на схилі літ про свого вчителя:
|  | «Він приносив у клас багато картинок, на яких були зображені: руки, очі, ніс, аж до голови включно. Кожен учень брав собі одну з них, за своїм бажанням, для зняття копій. Незабаром всновлювався порядок і наставала зразкова тиша. У цей час Г.Сенчило брав до рук олівець, сідав поруч з одним з учнів класу і пояснював усі прийоми для зняття вірної копії із зображеної на картонці частини людського тіла, малював він невтомно, переходячи від одного учня до іншого... Він упевнено вирівнював почерк кожного з нас і стверджував, що за почерком письма можна знати навіть характер. З нами, дітьми, він поводився не як учитель відомого предмета, а як ремісник чи художник. І ми намагалися з особливим завзяттям виконувати те хороше, на що він нам так щиро вказував». |

У свідоцтві міської думи, виданому 20 липня 1838 року було зазначено, що Сенчило «з самого дитинства себе не пристосував до жодного торговельного промислу, а вчився мальовничій і досконалості малювання».
Окрім своєї педагогічної роботи, Олексій Сенчило-Стефановський продовжив справу батька. Одні з найвідоміших його робіт були розписи Подільських церков: Миколи Притиска та Миколи Набережного, які були виконані з такою технічною майстерністю, що збереглися до сьогодні. Відомо також, що його було залучено до проекту нового іконостасу Хресто-Воздвиженської церкви на Кожем'яках (1844) з обов'язками виконання столярних робіт, розпису храму.

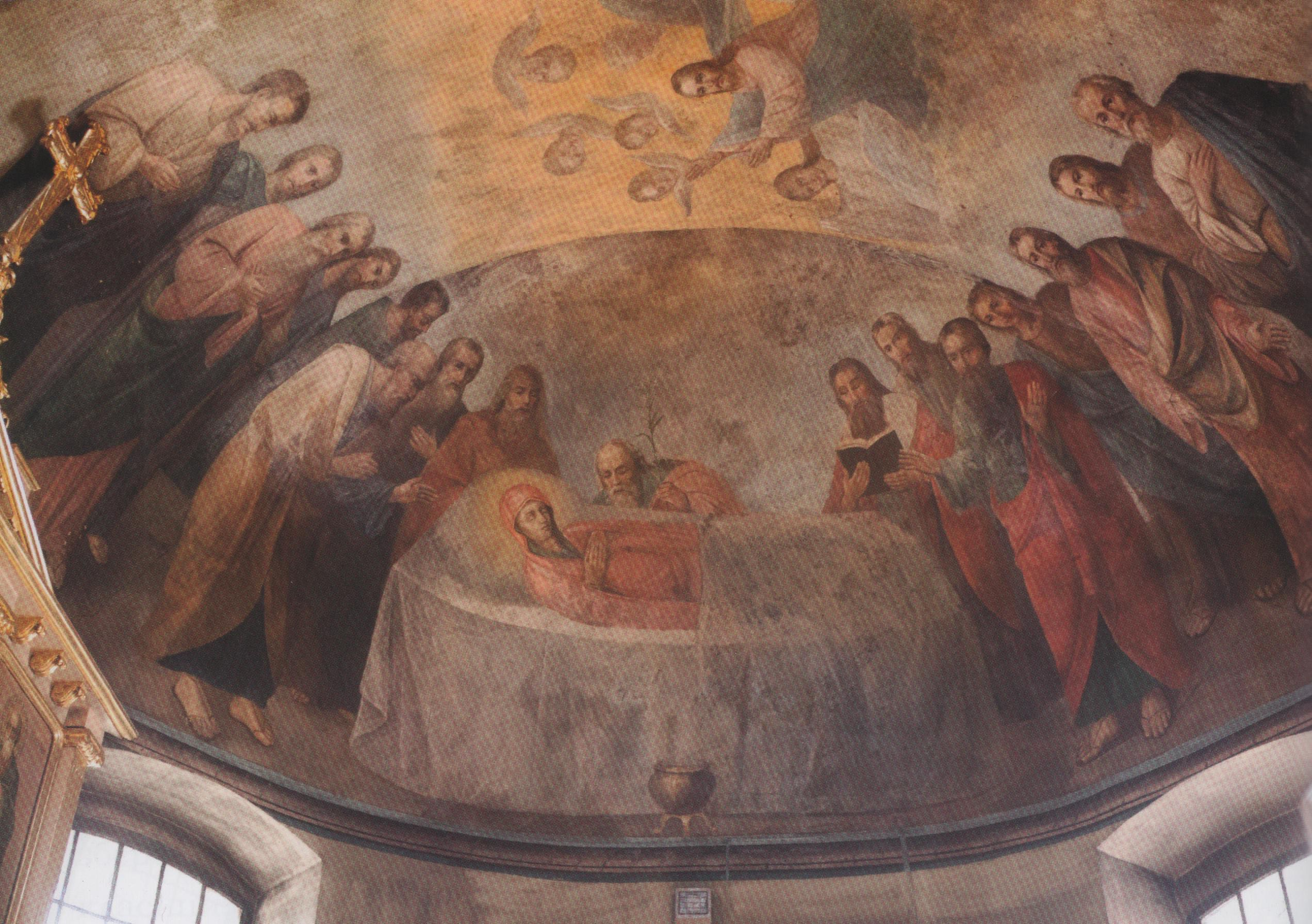
Церква Миколи Набережного розпис

Олексій Сенчило оселився просто під покровом знаменитого собору на Андріївському узвозі в будинку під номером 32, який було знесено 1982 року, до святкування 1500-річчя Києва. Тоді зносили всі непривабливі будівлі. Довгий час на цьому місці був пустир, але в середині 10-х років XXI століття, в глибині ділянки з'явився маєток, а пізніше збудували будинок під старовину, який виходить прямо на Андріївський узвіз.
Олексій Сенчило помер у 1861 році і був похований на Щекавицькому цвинтарі, а садиба перейшла у спадок до його племінника Михайла.

## Історія дружби з Тарасом Шевченком
У 1843 році Олексій, завдяки своєму сусідові, українському письменнику Пантелеймону Кулішу, познайомився з Тарасом Шевченком, який приїхав з Петербурга і протягом кількох днів водив його Києвом, показуючи пам'ятки міста, що вразили уяву поета. А вже наступного літа, за напрямом Археографічної комісії, Шевченко та Сенчило вирушили на розкопки скіфського кургану Переп'ятиха, розташованого неподалік міста Василькова. Олексій Сенчило працював тоді над ілюстраціями для майбутнього альбому, а Тарас робив етнографічні нариси та збирав фольклорний матеріал.
Фрагмент із розкішного фоліанта «Давності», виданого Тимчасовою комісією для розбору Древніх Актів 1846 року:
|  | «Комісія, через одного зі своїх членів, ординарного професора Іванішева, дослідила всі чотири кургани, зазначені в грамоті князя Андрія Боголюбського. Велика могила і курган на Невеселівському полі залишилися недоторканними; курган Перепетівка був розритий цікавими, але розриття обмежувалося тільки невеликою частиною верхньої оболонки; курган Перепетів знайдений знищеним дощенту, і тільки залишилися насипи, які його оточують. Народний переказ говорить, що в незапам'ятні часи в околицях Києва жив ватажок невідомого народу Перепет. Одного разу, почувши про наближення ворога до своїх областей, він зібрав військо і, залишивши дружині управління, вирушив проти ворога. Дружина довго не отримувала жодних звісток, нарешті побачила сон, що віщував загибель її чоловіка. Щоб врятувати чоловіка або помститися за його смерть, вона зібрала дружину і вирушила слідами чоловіка. Рано вранці, коли туман покривав поля, вона зустрічає якесь військо. Прийнявши його за вороже, яке вбило її чоловіка і винищило його дружину, вона нападає з люттю і, в першому запалі битви, вбиває свого чоловіка. Після битви, дізнавшись про свою помилку, дружина Перепета з відчаю сама позбавила себе життя. Дружини насипали над їхніми тілами дві високі могили й назвали одну з них Перепетом, іншу Перепетівкою». |

Повернувшись до Києва, Шевченко оселився і Козеболотському провулку (нині Провулок Тараса Шевченка). Друзі зустрічалися майже кожен день.
Побачилися знову старі приятелі лише після багаторічного заслання Шевченка, коли Тарас зміг знову приїхати до Києва. Поет зупинився та прожив в Олексія кілька днів. Вже з Петербурга, 1860 року, за рік до смерті, Шевченко прислав Сенчило «Кобзар», що вийшов, з зворушливим написом, а також виданий ним «Буквар» для поширення у недільних школах.

## Роботи

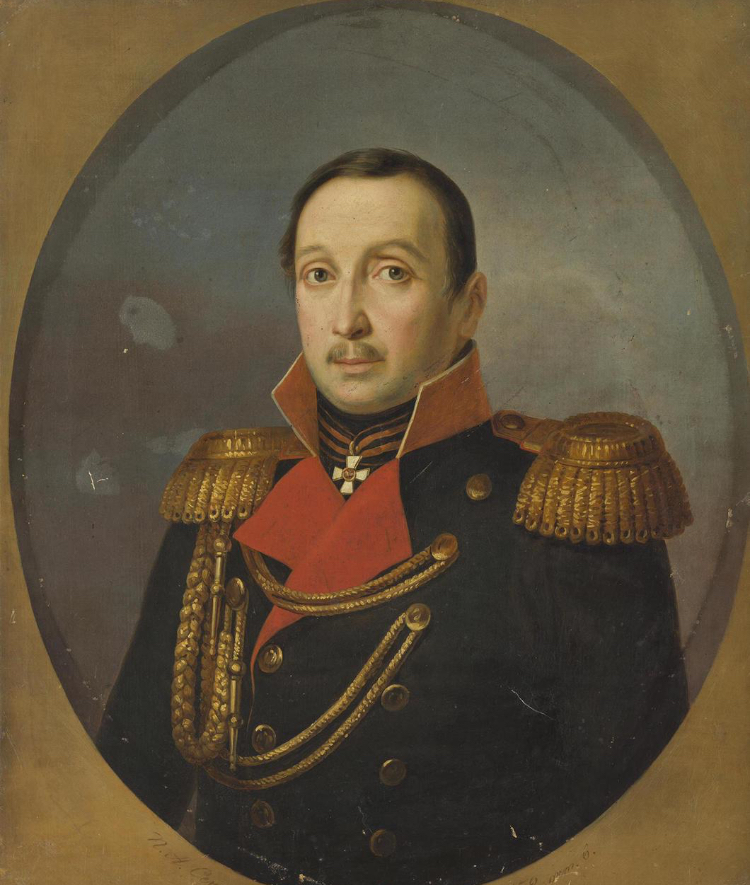
Портрет невідомого генерала

- «Портрет невідомого генерала» був створений в 1850 році, зараз виставляється в Ермітажі
- Зовнішній вигляд кургану Переп'ятиха. А. Сенчило-Стефановський 1846 р.

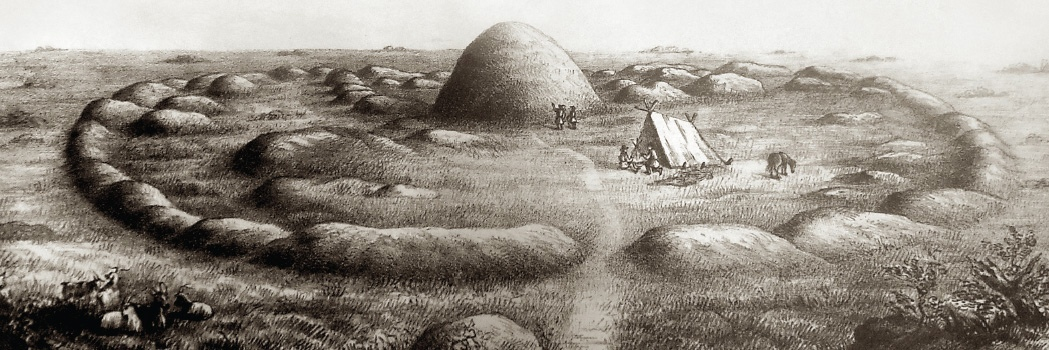
Зовнішній вигляд кургану Переп'ятиха.

- Дно кургану Переп'ятиха у горизонтальному розрізі. А. Сенчило-Стефановський 1846 р.

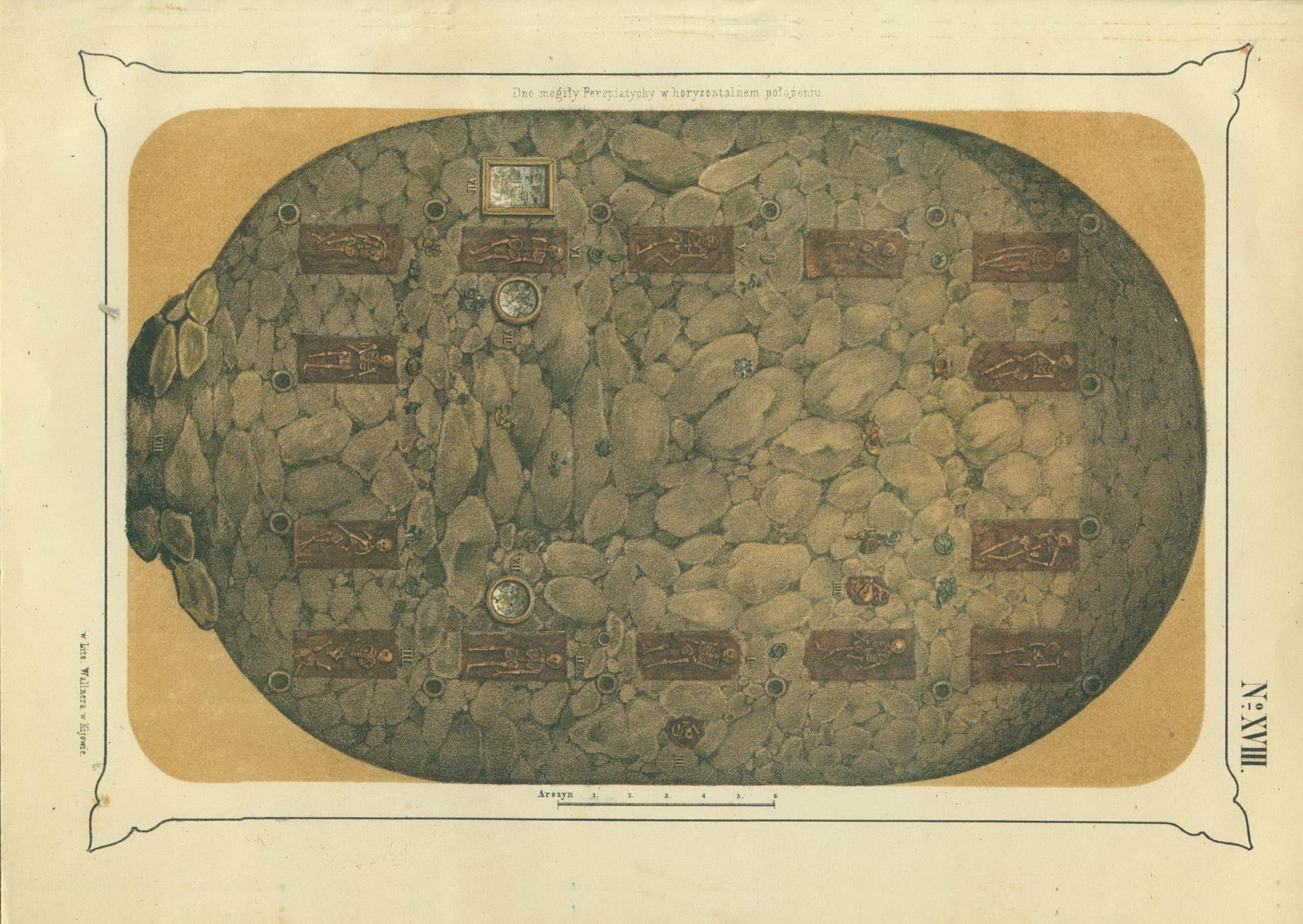
Дно кургану Переп'ятиха у горизонтальному розрізі. А. Сенчило-Стефановський 1846 р.

- Мониста з кургану Переп'ятиха А. Сенчило-Стефановський 1846 р.

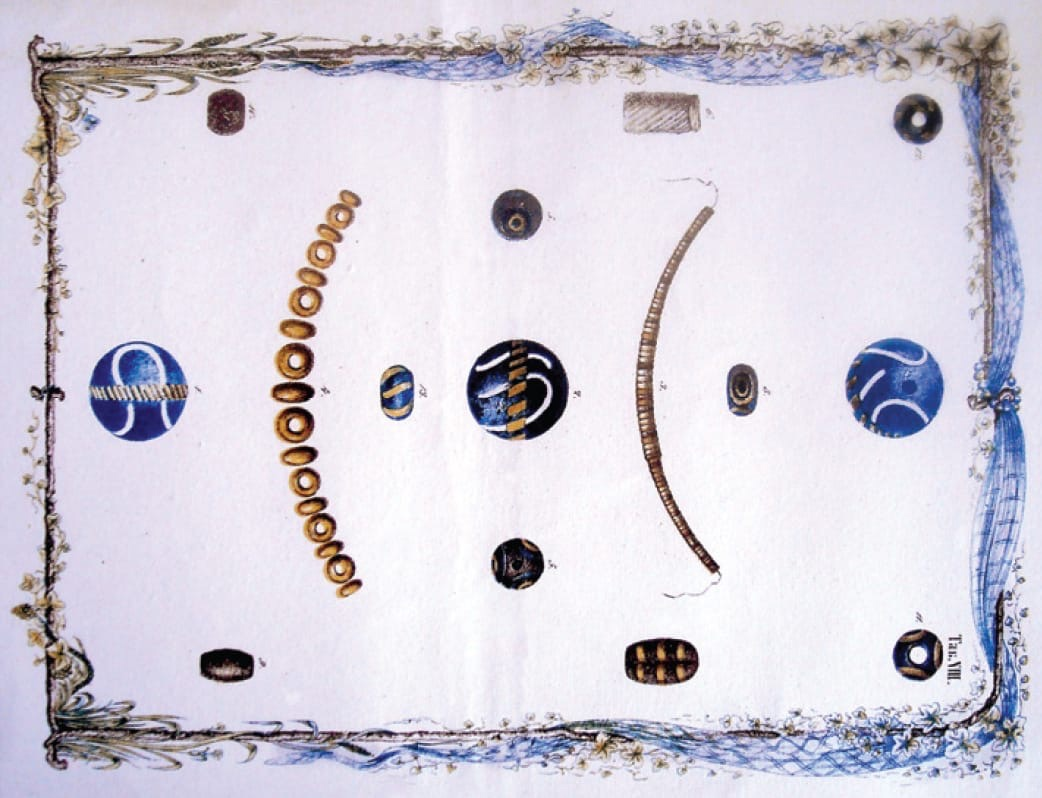
Мониста з кургану Переп'ятиха А. Сенчило-Стефановський 1846 р.

## Родина
- отець Фрол Сенчило-Стефановський (невідомо-1829)
  - Олексій Сенчило-Стефановський (1808—1861)
  - брат Кирило Сенчило-Стефановський
    - Михайло Сенчило-Стефановський
      - Дарина Михайлівна Сенчило-Стефановська (1890—1862)
        - В'ячеслав Якутович (1906—1965)
          - Георгій Якутович (1930—2000)
            - Сергій Якутович (1952—2017)